# Habikino
Habikino (羽曳野市, Habikino-shi) és una ciutat i municipi de la prefectura d'Osaka, a la regió de Kansai, Japó. Habikino és particularment coneguda per la seua producció del raïm i pels seus kofun, túmuls propis del període Kofun i considerades actualment Patrimoni de la Humanitat. Habikino és, a data de 2020, un dels 20 municipis més poblats de la prefectura d'Osaka.

## Geografia
El municipi de Habikino es troba al sud-est de la prefectura d'Osaka i està adscrit pel govern prefectural a la regió de Minamikawachi o Kawachi sud, en record de l'antiga província i del districte on es trobava Habikino fins al 1959. El terme municipal de Habikino limita amb els de Matsubara, Fujiidera i Kashiwara al nord, amb Tondabayashi i Taishi al sud, amb Sakai a l'oest i amb Kashiba, a la prefectura de Nara a l'est.

## Història
Al municipi de Habikino existeixen restes arqueològiques del període Kofun com el kofungun de Furuichi un grup de Kofun o túmuls que es troben entre Habikino i Fujiidera. Fins a l'era Meiji l'àrea on actualment es troba el municipi de Habikino formava part de l'antiga província de Kawachi. Des de 1889 fins al 15 de gener de 1959 Habikino va formar part del districte de Minamikawachi fins que el 1959 va passar a tindre l'estàtus de ciutat.

## Política i govern

### Alcaldes
En aquesta taula només es reflecteixen els alcaldes democràtics, és a dir, des de l'any 1947. En el cas concret de Habikino, la llista comença el 1959, quan es fundà la ciutat.
| Alcalde          | Inici del mandat | Fi del mandat | Partit | Partit |
| Shōzaburō Shiono | 1959             | 1964          |        | Ind    |
| Kazushige Kanai  | 1964             | 1969          |        | Ind    |
| Hisao Matsumoto  | 1969             | 1973          |        | Ind    |
| Ichirō Tsuda     | 1973             | 1989          |        | PCJ    |
| Gōzō Fukutani    | 1989             | 2004          |        | Ind    |
| Tsuguo Kitagawa  | 2004             | 2020          |        | Ind    |
| Hajime Yamanoha  | 2020             | -             |        | ARO    |

## Demografia
| 1920    | 1930    | 1940    | 1950    | 1960   | 1970   | 1980    |
| ------- | ------- | ------- | ------- | ------ | ------ | ------- |
| ND      | ND      | ND      | ND      | 36.982 | 77.134 | 103.181 |
| 1990    | 2000    | 2010    | 2020    | 2030   | 2040   | 2050    |
| 115.049 | 119.246 | 117.702 | 108.903 | -      | -      | -       |

## Transport

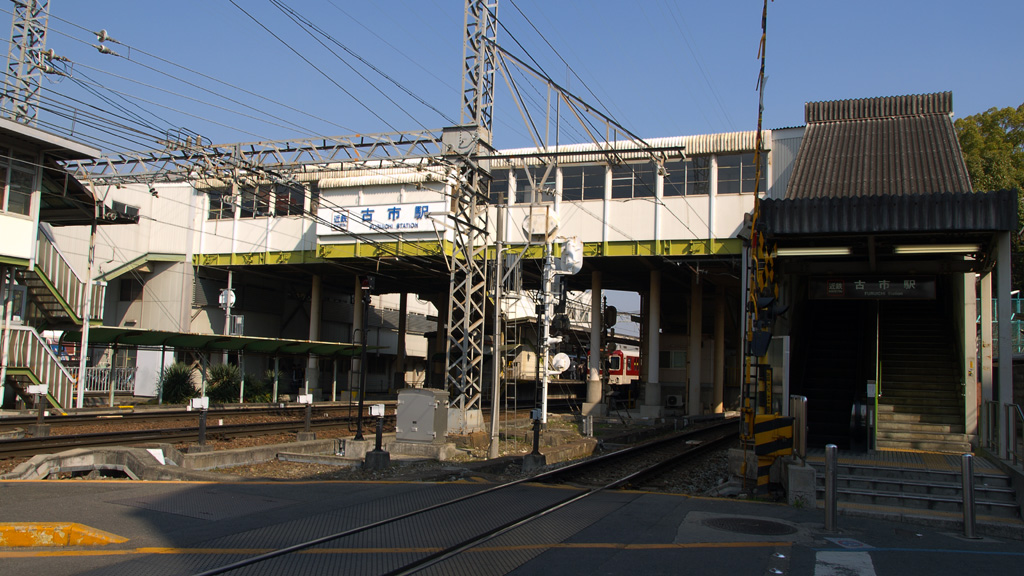
Estació de Furuichi

### Ferrocarril
- Ferrocarril Kinki Nippon (Kintetsu)
  - Eganoshō - Takawashi - Furuichi - Komagatani - Kaminotaishi

### Carretera
- Autopista Minami-Hanna
- Nacional 166 - Nacional 170

## Agermanaments
- Kameyama, prefectura de Mie, Japó.
- Gose, prefectura de Nara, Japó.
- Hietzing, estat de Viena, Àustria.